# Generationale Ordnung

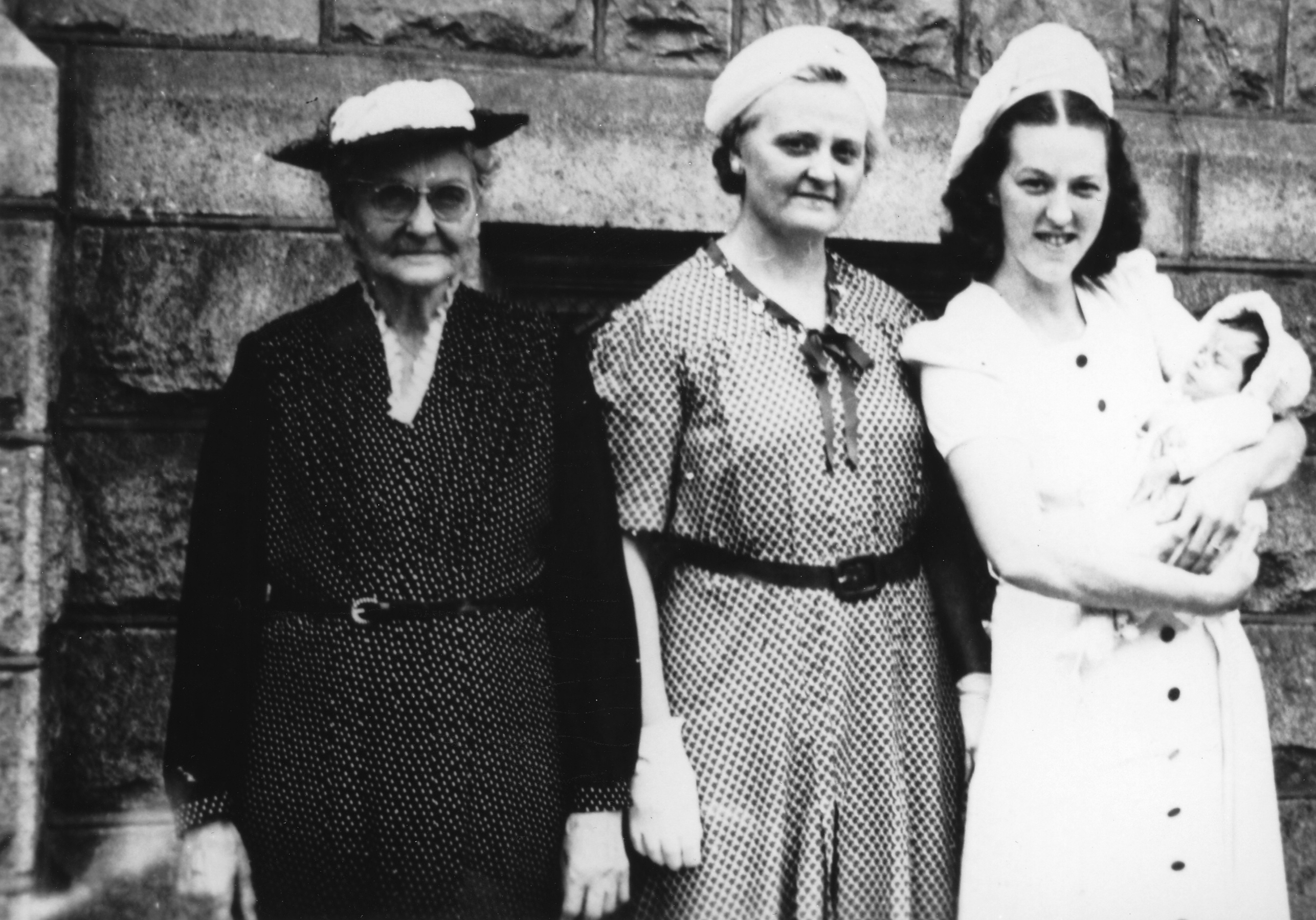
Generationale Ordnung

Generationale Ordnung ist ein Begriff der Kindheitssoziologie und beschreibt in den Sozialwissenschaften und der Pädagogik eine Art der gesellschaftlichen Ordnung, die auf der Differenzierung der Gesellschaft auf Grund von Generationszugehörigkeit beruht. Nach der Auffassung der modernen Kindheitssoziologie (generationing) handelt es sich bei den Gruppen Kinder und Erwachsene um gesellschaftlich konstruierte Kategorien, die nicht natürlichen Ursprungs seien und verborgene Hierarchien beinhalten, daher wird der darauf basierende sogenannte Adultismus zu dekonstruieren beabsichtigt. Dieser beschreibt machtmissbrauchendes, diskriminierendes und vorurteilsbehaftetes Verhalten gegenüber Kindern aufgrund von ihrer vermuteten Unreife.
Kinder stehen als generationale Klasse in einem Spannungsfeld von Markt, Familie und Staat, und ihre Autonomie als „eigene“ Akteure sei zu stärken (agency).
Die fast komplementäre Stellung von Kindern und Erwachsenen werde aufgrund bereits vorherrschender Strukturen immer wieder neu reproduziert, weshalb der Aufbau der Gesellschaft auch als „generational“ kritisch verstanden wird. Das Konzept „generationing“ (Alanen 1992) postuliert, die „generationale“ Ordnung durch eine „relationale“ zu ersetzen, die zwischenmenschliche Bindungen auf Augenhöhe fokussiert.
„Für die große Bedeutung, die intra-generationalen Differenzen und Verhältnissen im Alltag zukommt, zeigt dieser Ansatz [generationing] wenig Verständnis.“, kritisiert Heinz Hengst. Nach Preuss-Lausitz erhöht die Umsetzung der Konzepte der „modernen Kindheitssoziologie“ („new social childhood studies“) die psychische Belastung vieler Kinder, da mit der Verschiebung der Machtverhältnisse die Übernahme von Verantwortung gefordert wird, was Kinder möglicherweise überlaste.
Unter Berufung auf sozialkonstruktivistische Konzepte, so etwa die Soziologin Susanne Achterberg, wird eine unangemessene Sexualität des Kindes in Bezug zu (aufzulösenden) Generationsgrenzen unterschiedlich thematisiert. Doris Bühler-Niederberger (2011) postuliert, dass Kinder durch Erwachsene gesellschaftlich deshalb „generational“ normiert werden, um diese zu späterer „Ordnungsfähigkeit“, der Eingliederung in eine von Erwachsenen dominierte Gesellschaft, zu disziplinieren.
Gerhard Amendt zufolge stellt ein Teilaspekt des Gender-Mainstreamings die beabsichtigte Auflösung generationaler Ordnung dar.

Beispiel: Parentifizierung der Tochter aus Partnerersatz für Vater

## Die generationale Ordnung in der Psychiatrie, in der Psychoanalyse und in der systemischen Familientherapie
Sowohl in der Psychiatrie, der Psychoanalyse als auch in der systemischen Familientherapie wird auf generationale Ordnung Wert gelegt, da eine diesbezügliche Unordnung unter den Generationen (siehe auch Parentifizierung) innerhalb des jeweiligen Familiensystems sich üblicherweise schlecht auf die Entwicklung der betroffenen Kinder auswirke.